# Levi Woodbury

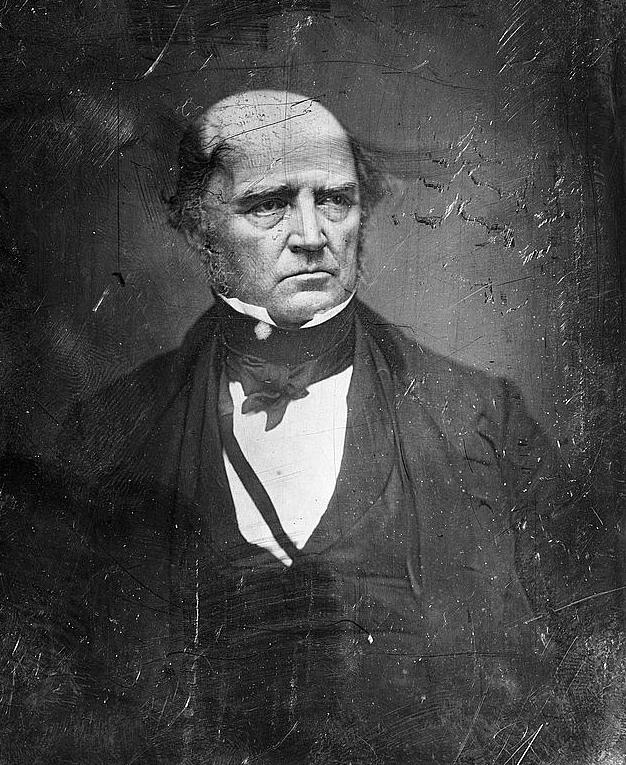
Levi Woodbury

Levi Woodbury (* 22. Dezember 1789 in Francestown, Hillsborough County, New Hampshire; † 4. September 1851 in Portsmouth, New Hampshire) war ein US-amerikanischer Jurist und Politiker, Gouverneur von New Hampshire, Marineminister, Finanzminister sowie Richter am Supreme Court of the United States.

## Studium, berufliche Laufbahn und Familie
Er absolvierte zunächst ein allgemein bildendes Studium am Dartmouth College, das er 1809 beendete. Anschließend studierte er Rechtswissenschaften an der Litchfield Law School. Nach der Zulassung zum Rechtsanwalt eröffnete er 1812 eine Kanzlei in New Hampshire.
1816 wurde er Richter am Obersten Gericht (Supreme Court) von New Hampshire. Dieses Amt übte er bis 1823 aus.
Er war Schwiegervater des Postministers unter Präsident Abraham Lincoln, Montgomery Blair, sowie Ururgroßvater des Filmschauspielers Montgomery Clift.

## Politische Laufbahn

### Ämter in New Hampshire und Senator der Vereinigten Staaten
Woodbury begann seine politische Laufbahn 1823 als Mitglied der Demokratisch-Republikanischen Partei mit der Wahl zum Gouverneur von New Hampshire, das er bis 1824 innehatte. 1825 war er Sprecher des Repräsentantenhauses des Bundesstaates.
1825 wurde er erstmals Senator der Vereinigten Staaten. Als solcher vertrat er bis 1831 den Staat New Hampshire im Kongress. In dieser Zeit entstand auch seine Gefolgschaft zu Andrew Jackson. Im Anschluss wurde er 1831 in den Senat von New Hampshire gewählt, verzichtete aber auf sein Mandat.
Von 1841 bis 1845 war er schließlich noch einmal Vertreter von New Hampshire im Senat, diesmal als Mitglied der Demokratischen Partei. Zuletzt war er für zehn Tage Vorsitzender des Senatsausschusses für Finanzen und damit Inhaber der kürzesten Amtszeit eines Ausschussvorsitzenden.

### Minister unter den Präsidenten Jackson und Van Buren
Am 23. Mai 1831 berief ihn Präsident Andrew Jackson zum Marineminister in sein Kabinett. Dieses Amt übte er bis zum 30. Juni 1834 aus.

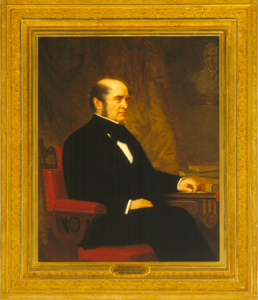
Porträt von Levi Woodbury im Finanzministerium

Im Anschluss daran wurde er von Jackson am 1. Juli 1834 als Nachfolger von Roger B. Taney zum Finanzminister ernannt. Dieses Amt übte er danach auch ab dem 4. März 1837 im Kabinett von Martin Van Buren aus. Während seiner Amtszeit lief 1836 die Charta der Second Bank of the United States durch ein präsidiales Veto von Andrew Jackson aus. Woodbury favorisierte wie der Präsident ein unabhängiges Zentralbanksystem und Münzgeld gegenüber Papiergeld. Die Wirtschaftskrise von 1837 wurde letztlich insbesondere durch seine Politik verursacht. Nach dieser Krise erkannte er dann die Notwendigkeit einer sichereren Staatsbank gegenüber den üblichen Geschäftsbanken. Daher gehörte er zu den Unterstützern des Gesetzes für ein Unabhängiges Finanzsystem, das 1840 vom Kongress verabschiedet wurde. Dieses Gesetz wurde zwar weitgehend durch Finanzminister Walter Forward abgeschafft, jedoch bildete es später die Grundlage für die Gründung eines unabhängigen Finanzsystems.

### Richter am U.S. Supreme Court
Während der Präsidentschaftswahl von 1844 unterstützte er den demokratischen Bewerber James K. Polk. Nach seinem Rücktritt als Senator wurde er vom nunmehrigen Präsident Polk 1845 zum Beisitzenden Richter am Supreme Court of the United States ernannt.
Woodbury war neben Salmon P. Chase die einzige Persönlichkeit, die sowohl der Legislative, der Exekutive als auch der Judikative angehörte und zudem auch Gouverneur war. Ihm zu Ehren wurden unter anderem Woodbury County in Iowa, die Stadt Woodbury in Minnesota sowie mehrere Schiffe der United States Navy benannt.